# 札幌市立新陵小学校
札幌市立新陵小学校（さっぽろしりつしんりょうしょうがっこう）は、北海道札幌市手稲区にある公立小学校。

## 所在地
- 北海道札幌市手稲区新発寒6条6丁目3-1

## 特徴
- 近くには、稲積公園・朝日公園・北発寒公園など、規模の大きな公園があります。校区を流れる中の川には、サケが遡上し、トンギョをはじめモクズガニやカルガモなどの動植物が生息しています。

## 交通アクセス
- 函館本線稲積公園駅より徒歩20分